# Keren Yedaya
Keren Yedaya (en hebreo: קרן ידעיה‎; nacida en 1972) es una cineasta israelí. 
Nacida en los Estados Unidos, se trasladó con su familia a corta edad, en 1975. Estudió cine en la Escuela de Arte Camera Obscura de Tel Aviv.

## Filmografía

### Dirección
- Elinor (cortometraje) (1994)
- Lulu (cortometraje) (1999)
- Les dessous (2001)
- Or (My Treasure) (2004)
- Jaffa (2009)
- That Lovely Girl (2014)

### Libreto
- 2001: Les dessous
- 2004: Or (My Treasure)
- 2009: Jaffa (2009)

## Premios y nominaciones
Festival Internacional de Cine de Cannes
| Año  | Categoría   | Película         | Resultado |
| ---- | ----------- | ---------------- | --------- |
| 2004 | Caméra d'Or | Khakestar-o-khak | Ganador   |